# Boswachterij Gees
De Boswachterij Gees is een 1600 ha groot natuurgebied ten noordwesten van Gees in de provincie Drenthe.
Het gebied is vooral bekend vanwege de pingoruïne het Mekelermeer en het heideveld op de dekzandrug met de naam Hooge Stoep. Deze naam verwijst naar de hoge ligging ten opzichte van het omringende land. Soms wordt ook het bos in zijn geheel ermee aangeduid. 
Het gebied staat (in ecologische zin) in verbinding met het Mantingerveld en verderop het Dwingelderveld.